# Alphonse Birck
Alphonse Birck, né le 25 mai 1859 à Metz et mort le 14 février 1944 à Fontainebleau, est un peintre orientaliste français.

## Biographie
Alphonse Etienne Birck est le fils d'Alphonse Birck et de Barbe Romer. Il se rend à Paris à l'âge de 16 ans pour étudier à l'École nationale supérieure des arts décoratifs.
Il épouse Marie Antoinette Bois.
Il voyage en Algérie, en Égypte et en Syrie.

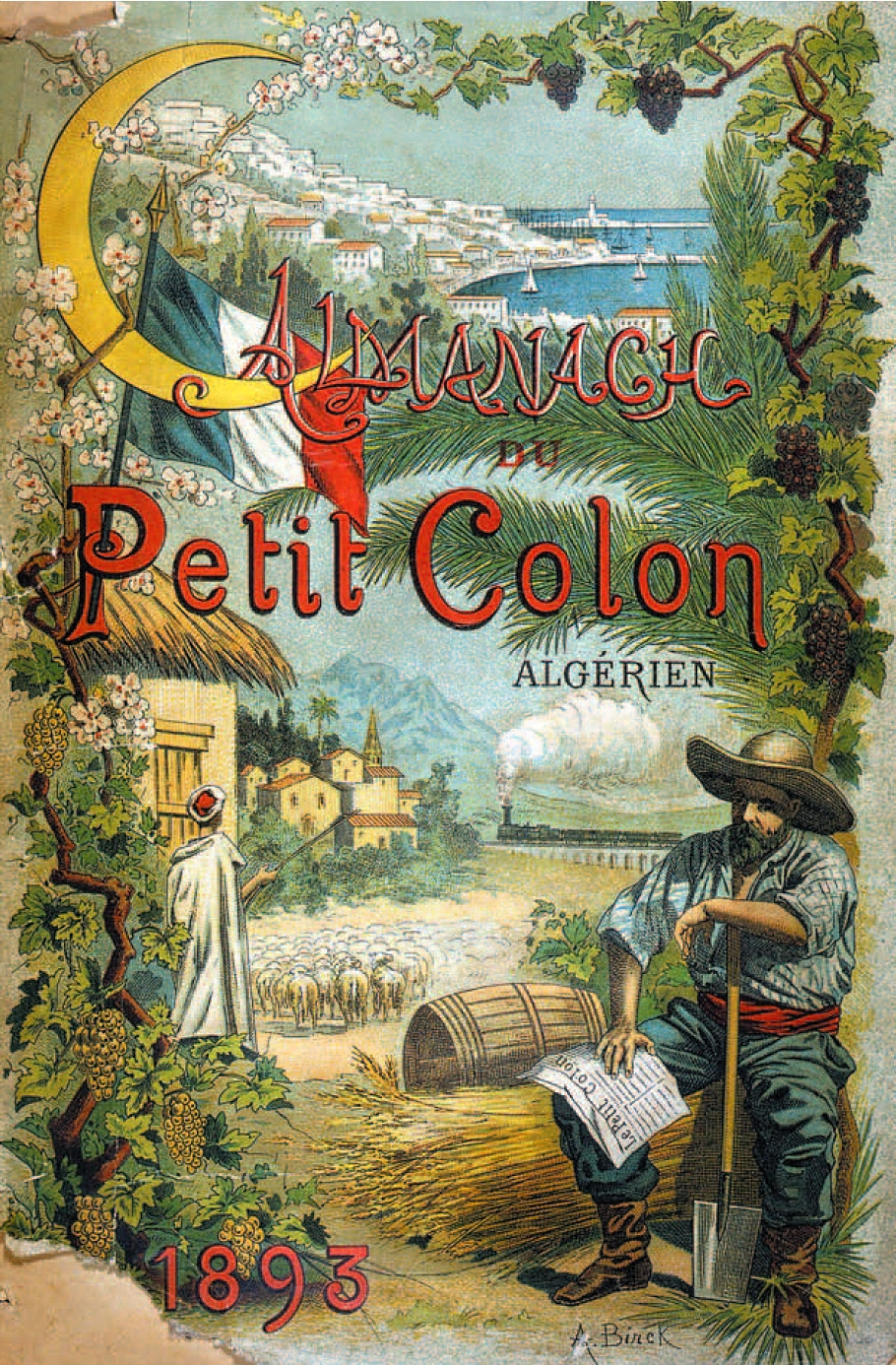
Almanach du petit colon algérien, 1893.

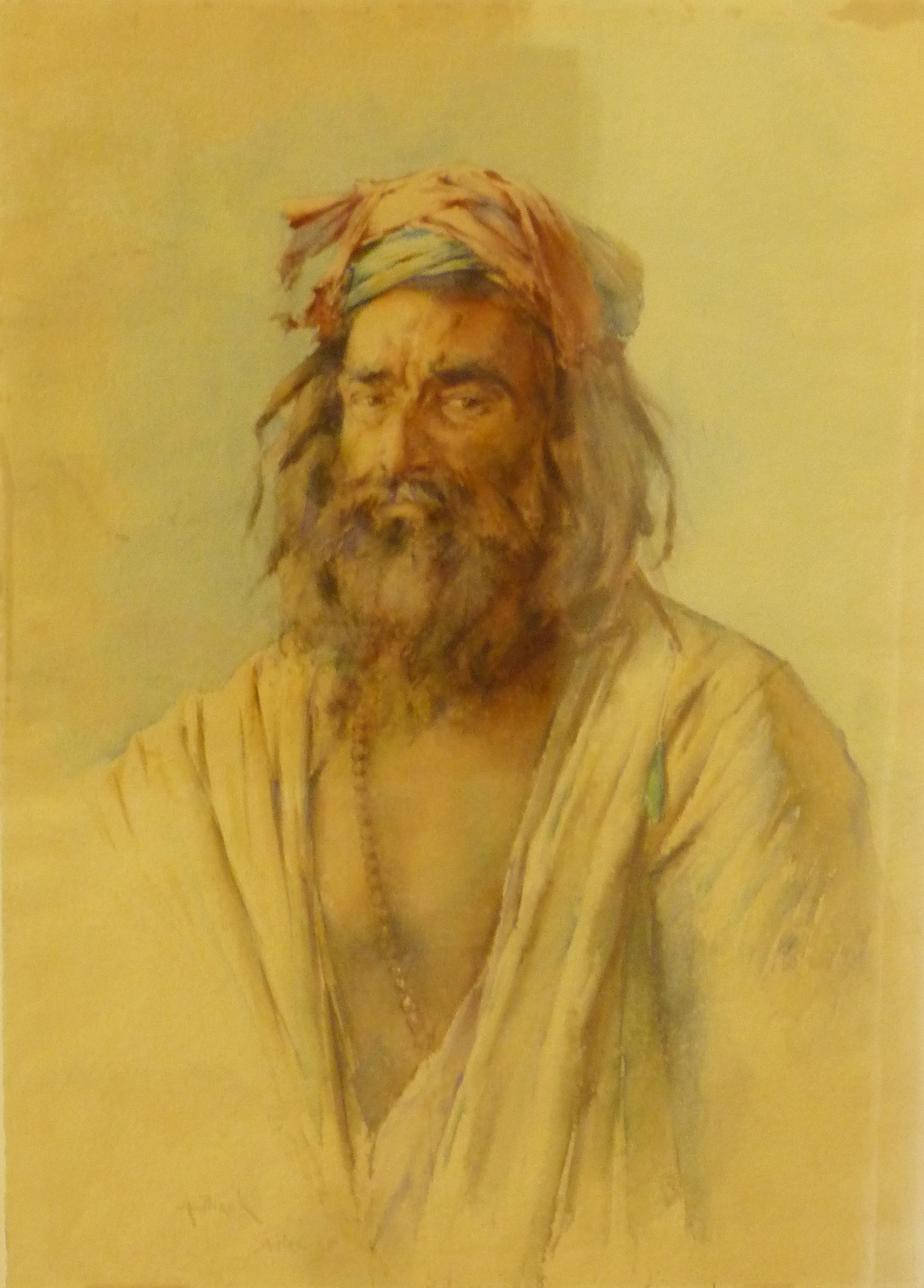
Musulman derviche. Alphonse Birck, aquarelle sur papier, 1895. musée des Beaux-Arts de Morlaix.